# フレックス燃料車
フレックス燃料車（-ねんりょうしゃ、英: Flexible-fuel vehicle、略称: FFV）は、ガソリンとメタノールやエタノールなど、1種類以上の燃料が混合して走行が出来るように設計された車両のことである。デュアルフューエルビークル（英:Dual-fuel vehicle ）とも。

## 概要
フレックス燃料車はセンサーで混合物を検知してコンピュータで燃料の供給量を調整するので、どのような比率で燃料を混合しても走行が可能である。
フレックス燃料車の中でもっとも多いのはエタノールフレックス燃料車で、2008年中旬時点でアメリカ（730万台）、ブラジル（620万台）、カナダ（60万台）、スウェーデンを主とする欧州（12万6,500台）の4市場合計で1,400万台が生産された。
エタノールフレックス燃料車はガソリン100 %からエタノール100 %（E100）のどのような混合比においても走行が可能になるような技術が存在するが、北米と欧州のフレックス燃料車は最高でガソリン15 %と無水エタノール85 %の混合燃料（E85）での走行までが可能である。これは気温11 ℃未満時に起こる冷間始動時の不確実性を排除するためである。さらに11月から3月で気温0 ℃以下の時は、アメリカではE70、スウェーデンではE75にアルコールの混合率を減らしている。また、ブラジルのフレックス燃料車はE20から100 %含水アルコール（E100）での走行が可能で、気温15℃以下においてエンジン始動のためだけに使用される小容量のガソリンタンクを装備している。